# 扎夏季科煤矿

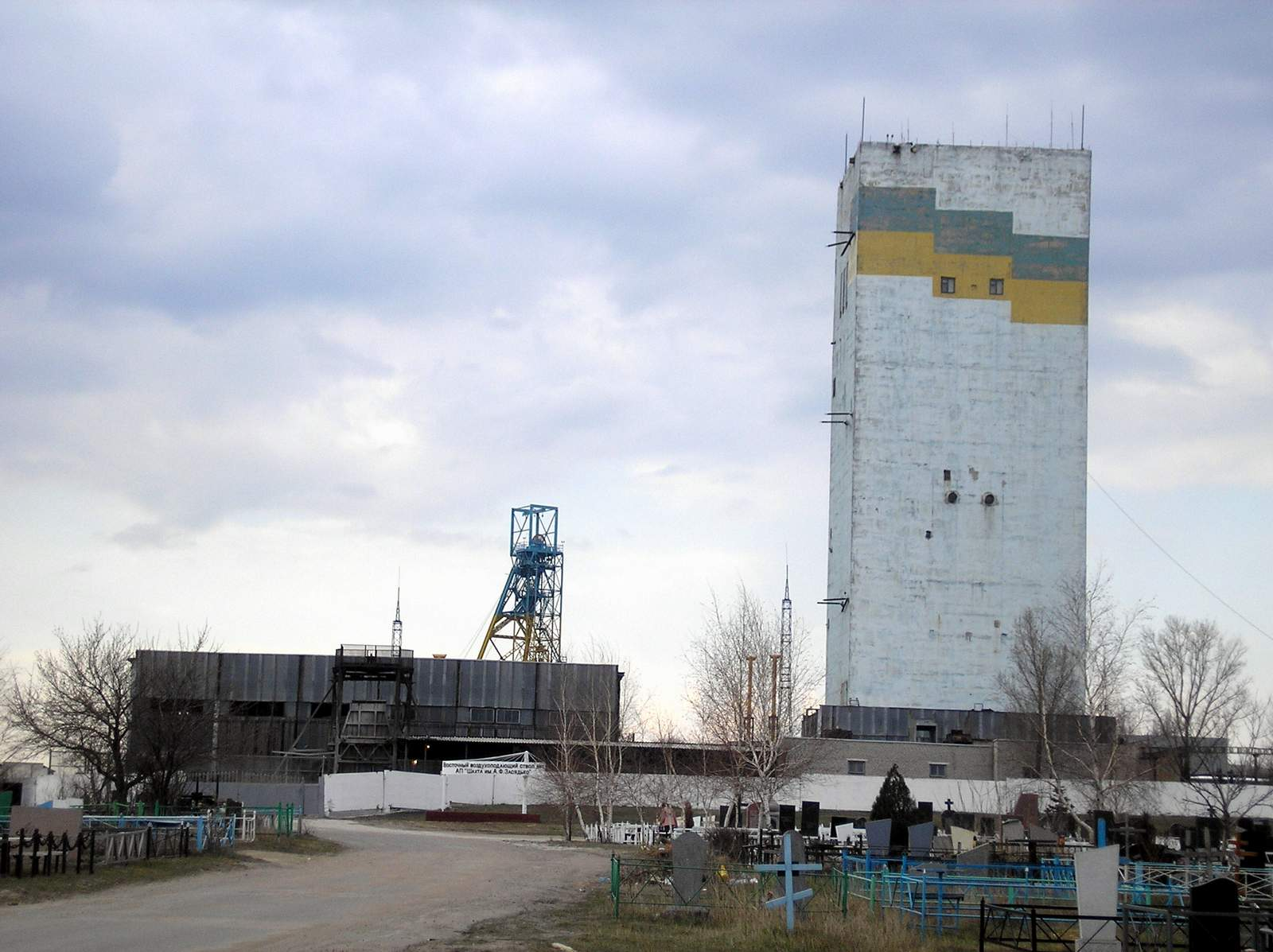
扎夏季科煤礦東側的豎井（Shaft sinking）。前方可看見當地的墓地

扎夏季科煤礦（烏克蘭語：Шахта імені О. Ф. Засядька）是位於烏克蘭東部城市頓涅茨克的煤礦公司。其公司的老闆與經營者是尤希姆·兹维亚希尔斯基，他也是地區黨中具有相當影響力的政治人物與商人。因為該公司經濟、科技與政治的重要性，這家以煤礦命名的公司以持續發生的許多礦難而聲名狼藉。發生於2007年11月18日的扎夏季科煤礦礦難，是烏克蘭史上最嚴重的礦難，101名礦工死亡。

## 歷史

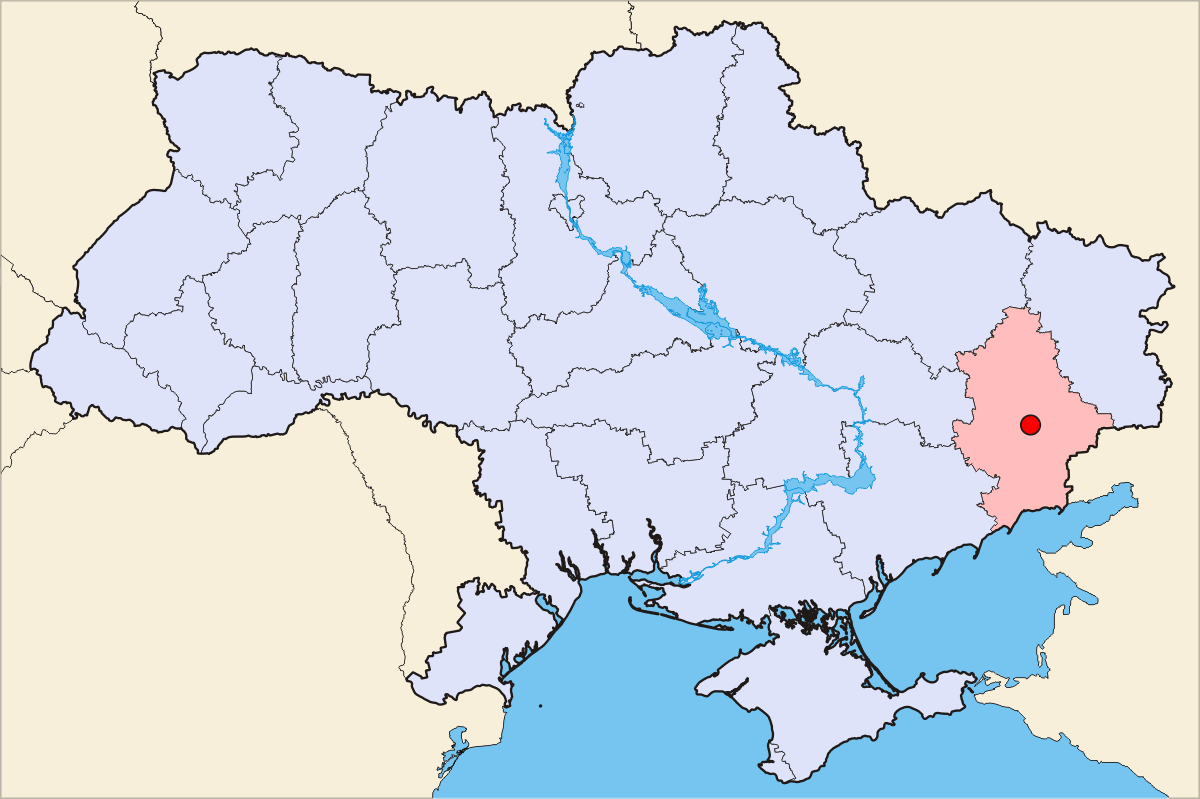
頓涅茨克(紅點)與頓涅茨克州(粉紅區塊)在烏克蘭地圖的位置

該礦在1958年開始生產，使得該礦成為頓巴斯產煤區與全烏克蘭最新且設備最好的礦區。從創立以來，這個礦就以亚历山大·扎夏季科為名，他是其中一任的蘇聯礦業部長。
2016年1月18日，该矿发生坍塌事故，造成一名采煤机工程师受伤。

## 礦難事件
- 2007年扎夏季科煤礦礦難
- 2015年扎夏季科煤礦礦難